# Refanezumab
Il refanezumab (GSK249320) è un anticorpo monoclonale umanizzato progettato per il recupero della funzionalità motoria persa dopo un ictus. Il farmaco è stato realizzato dalla casa farmaceutica GlaxoSmithKline.